# Ossido di trizio
L'ossido di trizio (o acqua superpesante o acqua ultrapesante o acqua triziata) è un composto chimico simile all'acqua, da cui differisce in quanto ogni atomo di idrogeno è sostituito un atomo di trizio. Ha quindi formula chimica T2O (o 3H2O).
Essendo il trizio un isotopo radioattivo dell'idrogeno, l'ossido di trizio e l'acqua hanno le stesse proprietà chimiche ma proprietà fisiche leggermente diverse.
L'ossido di trizio si prepara a partire da litio bombardato con neutroni.
Biologicamente l'acqua triziata viene assorbita anche a livello cutaneo .